# 1000 имён Вишну
Список 1000 имён Вишну из «Вишну-сахасранамы»:
1. Вишва (санскр. विश्व, IAST: Viśva[1]) — Тот, кто распространяется на всё сущее;
2. Вишну (санскр. विष्णु, IAST: Viṣṇu) — Всеохватный;
3. Вашаткара (санскр. वशत्कारः, IAST: Vaśatkāraḥ) — Тот, кому творят жертвенные восклицания;
4. Бхутабхавьябхаватпрабху (санскр. भूतभव्यभवत्प्रभुः, IAST: Bhūtabhavyabhavatprabhuḥ[2]) — Господь прошлого, настоящего и будущего;
5. Бхутакрит (санскр. भूतकृत्, IAST: Bhūtakṛt) — Создатель всего сущего;
6. Бхутабхрит (санскр. भूतभृत्, IAST: Bhūtabhṛt[3]) — Поддерживающий всё сущее;
7. Бхава (санскр. भव, IAST: Bhava) — Сущий;
8. Бхутатма (санскр. भूतात्मा, IAST: Bhūtātmā[4]) — Всеобщая душа;
9. Бхутабхавана (санскр. भूतभावन, IAST: Bhūtabhāvana[5]) — Творец всего сущего;
10. Путатма (санскр. पूतात्मा, IAST: Pūtātmā[6]) — Чистая душа;
11. Параматма (санскр. परमात्मा, IAST: Paramātmā[7]) — Высшая душа;
12. Муктанам парама гатих (санскр. मुक्तानां परमा गतिः, IAST: Muktānāṃ paramā gatiḥ) — Высшая цель освобождённых душ;
13. Авьяя (санскр. अव्यय, IAST: Avyaya[8]) — Непреходящий;
14. Пуруша (санскр. पुरुषः, IAST: Puruṣaḥ) — Наслаждающийся;
15. Сакши (санскр. साक्षी, IAST: Sākṣī) — Свидетель;
16. Кшетраджна / Кшетрагья (санскр. क्षेत्रज्ञ, IAST: Kṣetrajña[9]) — Знающий поле;
17. Акшара (санскр. अक्षर, IAST: Akṣara[10]) — Неразрушимый;
18. Йога (санскр. योग, IAST: Yoga) — Тот, на ком сосредоточен ум во время йога-медитации;
19. Йогавидамнета (санскр. योगविदां नेता, IAST: Yogavidāṃ netā[11]) — Духовный проводник всех йогов;
20. Прадханапуруша Ишвара (санскр. प्रधानपुरुष ईश्वर, IAST: Pradhānapuruṣa Īśvara[12]) — Господь как Прадханы (Пракрити), так и Пуруши;
21. Нарасимхавапу (санскр. नरसिंहवपुः, IAST: Narasiṃhavapuḥ[13]) — Тот, кто принимает форму человека с головой льва;
22. Шриман (санскр. श्रीमन्, IAST: Śrīman) — Господин Шри (или Тот, кто обладает прекрасными качествами и атрибутами);
23. Кешава (санскр. केशव, IAST: Keśava) — Тот, кто убил демона Кеши;
24. Пурушоттама (санскр. पुरुषोत्तम, IAST: Puruṣottama) — Высший Пуруша;
25. Сарва (सर्व, IAST: Sarva) — Воплощение всех вещей;
26. Шарва (санскр. शर्व, IAST: Śarva) — Убивающий стрелами (грешников);
27. Шива (санскр. शिव, IAST: Śiva) — Милостивый;
28. Стхану (санскр. स्थानु, IAST: Sthānu) — Недвижимый;
29. Бхутади (санскр. भूतादि, IAST: Bhūtādi[14]) — Начало всего сущего;
30. Нидхиравьяя (санскр. निधिरव्यय, IAST: Nidhiravyaya[15]) — Тот, в Ком растворяются все вещи во время разрушения вселенной;
31. Самбхава — Источник;
32. Бхавана (санскр. भावन, Bhāvana[16]) — Рождающийся по собственному желанию;
33. Бхарта — Всеобщий защитник;
34. Прабхава — Источник первичных элементов;
35. Прабху — Могущественный, Господин;
36. Ишвара (санскр. ईश्वर, IAST: Īśvara) — Господь всего сущего;
37. Сваямбху (санскр. स्वयंभू, IAST: Svayaṃbhū) — Саморождённый;
38. Шамху — Дающий счастье;
39. Адитья (санскр. अदित्य, IAST: Aditya) — Тот, кто есть Пуруша золотого цвета в солнечном диске, сын Адити;
40. Пушкаракша — Лотосоокий;
41. Махасвана (санскр. महास्वन, IAST: Mahāsvana) — Громогласный;
42. Анадинидхана (санскр. अनादिनिधन, IAST: Anādinidhana[17]) — Тот, кто не имеет ни начала, ни конца;
43. Дхата — Поддерживающий вселенную;
44. Видхата (санскр. विधाता, IAST: Vidhātā[18]) — Предопределяющий все действия и их плоды;
45. Дхатуруттама (санскр. धातुरुत्तमः, IAST: Dhāturuttamaḥ[19]) — Высший Брахма;
46. Апрамея (санскр. अप्रमेया, IAST: Aprameyā[20]) — Неизмеримый;
47. Хришикеша (санскр. हृषीकेश, IAST: Hṛṣīkeśa) — Господь чувств;
48. Падманабха (санскр. पद्मनभः, IAST: Padmanabhaḥ) — Тот, из чьего пупка растёт изначальный вселенский ло
49. Вишвакарма (санскр. विश्वकर्मा, IAST: Viśvakarmā[21]) — Ваятель вселенной;
50. Ману — Священный текст (Тот, кто явил себя в форме Вед)
51. Твашта — Тот, кто ослабляет или истощает все вещи;
52. Стхавиштха — Широчайший;
53. Стхавира Дхрува — Древний Дхрува (Стойкий);
54. Аграхья — Неуловимый;
55. Шашвата (санскр. शश्वत्, IAST: Śaśvat[22]) — Вечный;
56. Кришна (санскр. कृष्ण, IAST: Kṛṣṇa) — Тёмный, иссиня-чёрный;
57. Лохитакша (санскр. लोहिताक्ष, IAST: Lohitakṣa[23]) — Красноглазый;
58. Пратардана — Убивающий живые существа во время уничтожения вселенной;
59. Прабхута — Богатый знанием, могуществом, и т. д.;
60. Трикакубдхама — Тот, кто пребывает в трёх частях (верхней, средней и нижней) каждого существа;
61. Павитра — Очищающий;
62. Парамангала — Высшее благо;
63. Ишана — Правящий;
64. Пранада — Тот, кто побуждает действовать жизненное дыхание;
65. Прана — Олицетворение жизненного дыхания;
66. Джьештха (санскр. ज्येष्ठ, IAST: Jyeṣṭha[24]) — Величайший;
67. Шрештха (санскр. श्रेष्ठ, IAST: Śreṣṭha[25]) — Красивейший;
68. Праджапати (санскр. प्रजापतिः, IAST: Prajāpatiḥ) — Господь потомства;
69. Хираньягарбха (санскр. हिरण्यगर्भ, IAST: Hiraṇyagarbha) — Несущий золотой зародыш (Вселенной) в своём чреве;
70. Бхугарбха — Несущий Землю в своём чреве;
71. Мадхава — Сладчайший, или Супруг богини процветания;
72. Мадхусудана (санскр. मधुसूदनः, IAST: Madhusūdanaḥ) — Убийца демона Мадху;
73. Ишвара (санскр. ईश्वर, IAST: Īśvara) — Всемогущий;
74. Викрами — Доблестный;
75. Дханви — Вооружённый луком;
76. Медхави — Величайший учёный;
77. Викрама — Путешествующий по вселенной (на Гаруде);
78. Крама — Воплощение порядка;
79. Ануттама — Непревзойдённый;
80. Дурадхарша — Труднодостижимый;
81. Критагья — Знающий все действия;
82. Крити (санскр. कृति, IAST: Kṛti[26]) — Воплощение действия;
83. Атмаван (санскр. आत्मवान्, IAST: Ātmavān[27]) — Тот, кто пребывает в своём «Я»;
84. Суреша (санскр. सुरेश, IAST: Sureśa[28]) — Господь всех богов (суров);
85. Шаранам — Прибежище всего сущего;
86. Шарма (санскр. शर्मा, IAST: Śarmā[29]) — Воплощение высочайшего блаженства;
87. Вишварета — Тот, чьё семя — вселенная;
88. Праджабхава — Источник всего сущего;
89. Аха — Воплощение дня;
90. Самватсара (санскр. संवत्सर, IAST: Saṃvatsara[30]) — Воплощение года;
91. Вьяла (санскр. व्याल, IAST: Vyāla[31]) — Змей (из-за того, что Он неохватный);
92. Пратьяя (санскр. प्रत्यय, IAST: Pratyaya[32]) — Воплощение веры;
93. Сарвадаршана (санскр. सर्वदर्शन, IAST: Sarvadarśana[33]) — Всевидящий;
94. Аджа (санскр. अज, IAST: Aja[34]) — Нерождённый;
95. Сарвешвара (санскр. सर्वेश्वर, IAST: Sarveśvara[35]) — Всеобщий Господь;
96. Сиддха — Совершенный;
97. Сиддхи — Воплощение совершенства;
98. Сарва-ади — Начало всего сущего;
99. Ачьюта — Неразрушимый, вечный;
100. Вришакапи — Человеко-обезьяна;
101. Амеятма — Неизмеримая душа;
102. Сарвайогавинихшрита — Стоящий в стороне от любых форм связи;
103. Васу — Благостный, или Павака из 8 Васу (Бх. Г. 10.23);
104. Васумана — Чистый умом (свободный от гнева, ненависти, гордости, и т. д.);
105. Сатья (санскр. सत्य, IAST: Satya) — Истина;
106. Саматма — Тот, чьи качества во всём равны друг другу;
107. Асаммита — Неизмеримый;
108. Сама — Неизменный;
109. Амогха — Плодотворный;
110. Пундарикакша — Тот, чьи глаза подобны лепесткам лотоса;
111. Вришакарма — Справедливый;
112. Вришакрити — Воплощение справедливости;
113. Рудра (санскр. रुद्र, IAST: Rudra) — Ревущий, жертвенный огонь;
114. Бахушира — Многоглавый;
115. Бабхру — Коричневый, поддерживающий вселенную;
116. Вишвайони — Источник вселенной;
117. Шучишрава — Славный, знаменитый;
118. Амрита (санскр. अमृत, IAST: Amṛta[36]) — Бессмертный;
119. Шашватастхану — Вечный и неизменный;
120. Варароха — Безупречный всадник, или Лучший из высших;
121. Махатапа — Великий аскет, или Тот, кто своим жаром побуждает Пракрити явить вселенную;
122. Сарвага — Идущий во всех направлениях (пронизывающий вселенную);
123. Сарвавидбхану — Всеобщий светоч знания;
124. Вишваксена — Тот, чьи войска везде (в виде Его преданных), или Тот, кто своим взглядом разгоняет войска демонов во всех направлениях;
125. Джанардана — Тот, о ком все думают, Восхищающий всех;
126. Веда — Воплощение Веды;
127. Ведавид — Знающий все Веды;
128. Авьянга — Знающий все разделы (анги) Вед;
129. Веданга — Воплощение Веданг (вспомогательных разделов Вед);
130. Ведавит — Тот, кто даёт интерпретацию Вед;
131. Кави — Мудрец, или Поэт;
132. Локадхьякша — Управляющий всеми мирами;
133. Сурадхьякша — Управляющий всеми богами (сурами);
134. Дхармадхьякша — Управляющий всеми религиями;
135. Критакрита — Тот, кто одновременно и причина, и следствие, или тот, кто одновременно и действие и бездействие;
136. Чатуратма — Тот, у которого четыре «Я» (Васудева, Санкаршана, Прадьюмна и Анируддха);
137. Чатурвьюха — Имеющий четыре формы (перечисленные выше);
138. Чатурдамштра — Тот, у кого четыре клыка (в форме Нрисимхи);
139. Чатурбхуджа — Четырёхрукий;
140. Бхраджишну — Сияющий;
141. Бходжана — Дающий пищу;
142. Бхокта — Питающий;
143. Сахишну — Терпеливый, снисходительный;
144. Джагададиджа — Тот, кто существовал до возникновения вселенной;
145. Анагха — Безупречный, безгрешный;
146. Виджая — Победоносный;
147. Джета — Победитель;
148. Вишвайони — Материальная причина появления вселенной;
149. Пунарвасу — Восстанавливающий благо;
150. Упендра — Младший брат индры;
151. Вамана — Родившийся карликом;
152. Прамшу — Гигант;
153. Амогха — Тот, чьи действия никогда не бывают тщетными;
154. Шучи — Очищающий;
155. Урджита — Наделённый бесконечной мощью;
156. Атиндра — Превосходящий индру во всех отношениях;
157. Самграха — Принимающий всех (своих преданных);
158. Сарга — Олицетворение творения;
159. Дхритатма — Стойкий, неизменный;
160. Нияма — Тот, то поддерживает все существа в их деяниях;
161. Яма — Контролирующий сердца всех живых существ;
162. Ведья — Тот, кого нужно познать;
163. Вайдья — Высший целитель;
164. Садайоги — Тот, кто всегда занят йогой;
165. Вираха — Тот, кто сражает великих демонов, чтобы восстановить справедливость;
166. Мадхава — Сладостный;
167. Мадху — Мёд (для Его преданных);
168. Атиндрия — Тот, кто за пределами материальных чувств;
169. Махамайя — Обладающий великой силой иллюзии;
170. Махотсаха — Обладающий неодолимой мощью;
171. Махабала — Превосходящий всех силой;
172. Махабуддхи — Превосходящий всех разумом;
173. Махавирья — Превосходящий всех мощью;
174. Махашакти — Превосходящий всех способностями;
175. Махадьюти — Превосходящий всех сиянием или славой;
176. Анирдешьявапу — Тот, чьё тело невозможно узреть (или ощутить другими материальными чувствами);
177. Шриман — Господь Шри;
178. Амеятма — Тот, чью душу не могут постичь ни люди, ни боги;
179. Махадридхрик — Держащий великую гору (гору Мандара в форме Черепахи);
180. Махешваса — Великий лучник;
181. Махибхарта — Поддерживающий землю (на Своём клыке в образе Вепря);
182. Шриниваса — Тот, на чьей груди пребывает Шри;
183. Сатамгати — Прибежище праведных;
184. Анируддха — Неуправляемый;
185. Сурананда — источник блаженства богов;
186. Говинда — Тот, кто наслаждается гимнами, которые поют Ему преданные;
187. Говиндампати — Разрушающий несчастья тех, кто Его знает;
188. Маричи — Полный сияния;
189. Дамана — Смиритель, победитель;
190. Хамса — Лебедь (принявший форму лебедя, чтобы поведать Брахме Веды);
191. Супарна — Летающий на Прекраснокрылом, Гаруде;
192. Бхуджаготамма — Высший из Змеев (Аната Шеша);
193. Хираньянабха — Тот, чей пупок золотого цвета (из-за растущей из него вселенной);
194. Сутапа — Великий аскет;
195. Падманабха — Тот, чей пупок подобен лотосу, или Тот, из чьего пупка растёт вселенский лотос;
196. Праджапати — Господь потомства, Господь всех живых существ;
197. Амритью — Превосходящий смерть;
198. Сарвадрик — Всевидящий;
199. Симха — Герой, лев;
200. Сандхата — Тот, кто соединяет людей с плодами их действий;
201. Сандхиман — Тот, кто сам наслаждается плодами всех действий;
202. Стхира — Крепкий, стойкий;
203. Аджа — Тот, кто вечно пребывает в движении;
204. Дурмаршана — Неуправляемый;
205. Шаста — Воплощение предписаний;
206. Вишрутатма — Наслаждающийся самим собой;
207. Сурариха — Убивающий врагов богов (суров).
208. Гуру — Всеобщий учитель;
209. Гуру-уттама — Высший учитель (учитель даже для тех, кто сам есть учитель для мира, например, для Брахмы);
210. Дхама — Место прибежища всех живых существ;
211. Сатья — истина;
212. Сатьяпаракрама — истинно отважный;
213. Нимиша — Быстрый, как мигание в глазу;
214. Анимиша — Немигающий (всегда видящий, что происходит);
215. Срагви — Носящий гирлянду из неувядающих цветов;
216. Вачаспатир-ударадхи — Мудрый господин речи;
217. Аграни — Первейший;
218. Грамани — Вождь;
219. Шриман — Наделённый всей красотой;
220. Ньяя — Тот, в кого возвращаются все вещи, Закон;
221. Нета — Проводник;
222. Самирана — Вызывающий действия, Ветер;
223. Сахасрамурдха — Тысячеглавый;
224. Вишватма — Душа вселенной;
225. Сахасракша — Тысячеглазый;
226. Сахасрапат — Тысяченогий;
227. Авартана — Тот, кто по своему желанию заставляет вселенную вращаться;
228. Нивриттатма — Необусловленная душа;
229. Самврита — Скрытый (от людей, привязанных к мирскому);
230. Сампрамардана — Сокрушающий своих врагов;
231. Ахассамвартака — Тот, кто движет течение дня (персонификация Солнца);
232. Вахни — Тот, кто доставляет жертвы богам (персонификация Агни);
233. Анила — Воплощённый ветер;
234. Дхаранидхара — поддерживающий Землю (в форме Шеши);
235. Супрасада — Самый милостивый;
236. Прасаннатма — Чистая душа;
237. Вишвадхрик — Поддерживающий вселенную;
238. Вишвабхуг — Наслаждающийся вселенной;
239. Вибху — Тот, кто являет бесконечное могущество;
240. Саткарта — Тот, кто чтит богов, Риши и своих преданных;
241. Саткрита — Тот, кому поклоняются;
242. Садху — Ведущий прямо к цели;
243. Джахну — Тот, кто возвращает все вещи в себя во время растворения вселенной;
244. Нараяна — Возлежащий на водах, или Всеобщее прибежище людей;
245. Нара — Обладающий человеческой формой;
246. Асамкхьея — С неисчислимым количеством форм;
247. Апрамеятма — С неизмеримой душой;
248. Вишишта — Отличный от всего;
249. Шиштакрит — Обучающий;
250. Шучи — Тот, кто очищает весь мир;
251. Сиддхартха — Тот, кто наделяет успехом, удачей;
252. Сиддхасамкалпа — Тот, чьи желания всегда исполняются;
253. Сиддхида — Тот, кто наделяет блаженством;
254. Сиддхисадхана — Тот, кто дарует совершенство тем, кто ему поклоняется;
255. Вришахи — Тот, кто превосходит самого Индру своими качествами;
256. Вришабха — Даритель наград;
257. Вишну — Всепроникающий;
258. Вришапарва — Крепко скроенный;
259. Вришодара — С крепким животом (или Тот, кто защищает Индру, как мать ребёнка в утробе);
260. Вардхана — Тот, кто увеличивает (блаженство в своих преданных);
261. Вардхамана — Тот, кто увеличивается, чтобы стать широкой вселенной;
262. Вивикта — Отделённый от всего;
263. Шрутисагара — Вместилище океана Священных Писаний;
264. Субхуджа — Прекраснорукий;
265. Дурдхара — Тот, кого трудно носить или рожать матери;
266. Вагми — С проникновенной речью;
267. Махендра — Господь всех богов;
268. Васуда — Дающий богатство;
269. Васу — Превосходный;
270. Наикарупа — Обладающий множеством форм;
271. Брихадрупа — Обладающий гигантской (вселенской) формой;
272. Шипивишта — Пронизанный лучами;
273. Пракашана — Светящийся, или Тот, кто побуждает проявляться все вещи;
274. Оджастеджодьютидхара — исполненный великой силы, энергии и сияния;
275. Пракашатма — Видимый тем, кто Ему поклоняется;
276. Пратапана — Сжигающий врагов своим жаром;
277. Риддха — Богатый (качествами);
278. Спашта-акшара — Тот, кто поведал Веды Брахме;
279. Мантра — Воплощение мантр;
280. Чандрамшу — Тот, кто умиротворяет своих почитателей, сжигаемых материальными привязанностями, подобно тому, как лучи Луны охлаждают всех живых существ;
281. Бхаскарадьюти — Наполненный сверкающим сиянием, подобно Солнцу;
282. Амритамшудбхава — Тот, из чьего ума явилась Луна;
283. Бхану — Сияющий;
284. Шашабинду — Тот, на ком есть знак зайца (олицетворение Луны);
285. Сурешвара — Господь всех богов;
286. Аушадха — Великое лекарство (для болезни материальной привязанности);
287. Джагатас-сету — Причина вселенной;
288. Сатьядхармапаракрама — Тот, кто исполнен правды, закона и отваги;
289. Бхутабхавьябхаванатха — Защитник всех существ, в прошлом, настоящем и будущем;
290. Павана — Спаситель;
291. Павана — Чистый;
292. Анала — Огонь;
293. Камаха — Тот, кто гасит вожделение в своих преданных;
294. Камакрит — Тот, кто создаёт вожделение;
295. Канта — Самый приятный;
296. Кама — Тот, кого желают все существа;
297. Камапрадха — Тот, кто дарует исполнение всех желаний;
298. Прабху — Величайший, Господь;
299. Юга-адикрит — Тот, кто создал четыре юги;
300. Югаварта — Тот, кто вызывает последовательную смену юг;
301. Наикамайя — Обладающий различными видами иллюзии (или энергии);
302. Махашана — Величайший из едоков (так как он «проглатывает» все вещи в конце каждой кальпы);
303. Адришья — Невидимый (для тех, кто Ему не поклоняется);
304. Вьяктарупа — Проявленная форма (в виде вселенной);
305. Сахасра-джит — Тот, кто побеждает тысячи врагов;
306. Ананта-джит — Тот, кто побеждает бесконечное число врагов.
307. Вшта — Желанный, или Тот, кому творят жертвоприношения;
308. Авишишта — Неразличимый (для тех, кто Ему не полоняется);
309. Шиштаишта — Желанный для мудрецов;
310. Шикханди — Носящий пучок павлиньих перьев в своей короне;
311. Нахуша — Тот, кто поражает все живые существа своей иллюзией;
312. Вриша — Воплощение дхармы (бык);
313. Кродхаха — Тот, кто побеждает свой гнев, или Тот, кто уничтожает гнев поклоняющихся Ему;
314. Кродхакриткарта — Тот, кто создаёт гнев в демонах и совершает все действия;
315. Вишвабаху — Тот, кто держит вселенную в своих руках;
316. Махидхара — Тот, кто поддерживает Землю;
317. Ачьюта — Тот, кто не падает со своего положения;
318. Пратхита — Знаменитый;
319. Прана — Жизненное дыхание;
320. Пранада — Тот, кто дарует жизнь;
321. Васавануджа — Младший брат Васавы (индры);
322. Апамнидхи — Резервуар всех вод вселенной;
323. Адхиштхана — Всеобщая основа;
324. Апраматта — Бдительный, внимательный;
325. Пратиштхита — Покоящийся в самом себе;
326. Сканда — Текущий нектаром;
327. Скандадхара — Поддерживающий путь праведности;
328. Дхурья — Несущий тяжесть вселенной;
329. Варада — Дающий дары;
330. Ваювахана — Несущийся на ветре;
331. Васудева — Тот, кто пронизывает вселенную и играет в ней, или Сын Васудевы;
332. Брихадбхану — Ярко сияющий;
333. Адидева — Первый из богов (дэвов);
334. Пурандара — Разрушитель городов;
335. Ашока — Уносящий горе, печаль;
336. Тарана — Перевозящий на другую сторону (океана материального существования);
337. Тара — Спаситель;
338. Шура — Храбрец;
339. Шаури — Внук Шуры, отца Васудевы;
340. Джанешвара — Господь всех живых существ;
341. Анукула — Благосклонный, дружественный;
342. Шатаварта — Нисходящий на землю сто раз, или Носящий сто локонов;
343. Падми — Держащий в руке цветок лотоса;
344. Падма-нибхекшана — Тот, чьи глаза подобны лепесткам лотоса;
345. Падманабха — Тот, из чьего пупка растёт вселенский лотос;
346. Аравиндакша — Лотосоокий;
347. Падмагарбха — Покоящийся на лотосе;
348. Шарирабхрит — Поддерживающий материальные тела живых существ;
349. Махарддхи — Облагающий огромными богатствами;
350. Риддха — Возрастающий;
351. Вридхатма — Древняя душа;
352. Махакша — Наделённый большими очами;
353. Гаруда-дхваджа — Тот, у кого на знамени — Гаруда;
354. Атула — Бесподобный, непревзойдённый;
355. Шарабха — Шарабха (мифическое животное, обитающее в снежных горах, с восемью ногами, сильнее льва и слона);
356. Бхима — Грозный;
357. Самаяджна — Знающий все, что случилось во времени (в истории);
358. Хавирхари — Уносящий (или принимающий) возлияния на жертвенный огонь;
359. Сарвалакшана-лакшанья — Носитель всех благоприятных знаков или качеств;
360. Лакшмиван — Тот, кто всегда с Лакшми, или Тот, на чьей груди всегда покоится удача;
361. Самитиньджая — Всегда побеждающий в битвах;
362. Викшара — Неубывающий, неисчезающий;
363. Рохита — Тот, у кого красный цвет тела, или Тот, кто становится разъярённым ко врагам поклоняющихся Ему;
364. Марга — Тот, кого всегда ищут, или Тот, кто является путём для своих преданных;
365. Хету — изначальная причина;
366. Дамодара — С верёвкой вокруг живота (когда Мама Яшода привязала Его к ступе);
367. Саха — Терпеливый;
368. Махидхара — Поддерживающий Землю;
369. Махабхага — Великая удача;
370. Вегаван — Очень быстрый;
371. Амиташана — Поедающий бесконечное количество пищи, или Дающий всем существам неограниченное пропитание;
372. Удбхава — источник творения;
373. Кшобхана — Вызывающий эмоции, потрясающий;
374. Дэва — Тот, кто великолепно сияет, или Тот, кто радостно играет;
375. Шригарбха — Содержащий в себе Шри (в форме вселенной), или Сосуд всех прекрасных качеств;
376. Парамешвара — Верховный Господь;
377. Карана — Средство осуществления;
378. Карана — Причина;
379. Карта — Действующая сила;
380. Викарта — Тот, кто вносит разнообразие во вселенную;
381. Гахана — Тот, кого невозможно постичь;
382. Гуха — Тайный, или Тот, кто скрывается от непреданных (за покровом иллюзии);
383. Вьявасая — имеющий определённость, точно знающий сам себя;
384. Вьявастхана — Основа;
385. Самстхана — Тот, в ком все покоится во время растворения вселенной;
386. Стханада — Дающий окончательное прибежище тем, кто Ему поклоняется;
387. Дхрува — Твёрдый;
388. Парарддхи — Наделённый благими качествами;
389. Парамаспашта — Тот, чьё величие несомненно;
390. Тушта — Удовлетворённый, полный счастья;
391. Пушта — Лелеемый, или Совершенный;
392. Шубхекшана — С благодатным взором;
393. Рама — Радующий, вызывающий восторг;
394. Вирама — Тот, перед кем все становятся бессильными;
395. Вираджа — Чистый, Безупречный;
396. Марга — Путь;
397. Нея — Тот, кто позволяет собой управлять своим преданным;
398. Ная — Воплощение мудрости или благородного поведения;
399. Аная — Тот, кого невозможно совратить, заставить вести себя неблагородно;
400. Вира — Герой;
401. Шактиматам-шрештха — Величайший из наделённых мощью;
402. Дхарма — Воплощение добродетели;
403. Дхармавид-уттама — Величайший из знающих дхарму.
404. Вайкунтха — Убирающий препятствия (на пути преданности);
405. Пуруша — Первочеловек, источник вселенной;
406. Прана — Жизненная сила;
407. Пранада — Дарующий жизнь;
408. Пранава — Тот, кому кланяются с почтением;
409. Притху — Широкий, распространившийся на всю вселенную;
410. Хираньягарбха — Несущий во чреве золотой зародыш вселенной;
411. Шатрунгхна — Убийца врагов;
412. Вьяпта — Наполненный (любовью и привязанностью к своим бхактам);
413. Ваю — Тот, кто движется (к своим преданным);
414. Адхокшаджа — Не ослабевающий;
415. Риту — Олицетворение времен года;
416. Сударшана — Тот, чья прекрасная внешность вызывает восторг у тех, кто Его видит;
417. Кала — Тот, кто ослабляет всех, или Тот, кто ведёт счёт всему (олицетворение времени);
418. Парамештхи — Стоящий во главе, высочайший;
419. Париграха — Окружающий со всех сторон;
420. Угра — Грозный;
421. Самватсара — Тот, в ком все пребывает;
422. Дакша — Способный, одарённый;
423. Вишрама — Место отдыха, или Тот, кто дарует отдых всем живым существам;
424. Вишвадакшина — Расположенный ко всем;
425. Вистара — Тот, в ком распростёрта вселенная;
426. Стхавара-стхану — Тот, кто покоится, и в ком покоятся все вещи;
427. Прамана — Эталон, или Авторитет;
428. Биджамавьяя — Неразрушимое семя;
429. Артха — Цель, или Тот, о ком думают;
430. Анартха — Тот, у кого нет цели (так как все Его желания исполняются);
431. Махакоша — Великая сокровищница (любви);
432. Махабхога — Великий источник наслаждения;
433. Махадхана — Обладающий великим богатством;
434. Анирвинна — Никогда не унывающий;
435. Стхавиштха — Неизмеримый, огромный;
436. Абху — Нерождённый;
437. Дхармаюпа — Столп дхармы;
438. Махамакха — Олицетворение великого жертвоприношения;
439. Накшатра-неми — Понуждающий вращаться созвездия;
440. Накшатри — Тот, в ком покоятся звезды (вселенская форма);
441. Кшама — Терпеливый;
442. Кшама — Сжигающий дотла (все вещи во время растворения вселенной);
443. Самихана — Усердный;
444. Яджна — Жертвоприношение;
445. Иджья — Тот, кому поклоняются;
446. Махеджья — Величайший из тех, кому поклоняются;
447. Крату — Тот, кому поклоняются путём жертвоприношений-крату (когда на алтарь приносится жертвенное животное, типа ашвамедхи);
448. Сатрам — Тот, кому поклоняются путём жертвоприношений-сатрам;
449. Сатамгати — Прибежище верующих, или Путь верующих;
450. Сарвадарши — Всевидящий;
451. Вимуктатма — Тот, чья душа никогда не бывает связана узами материи;
452. Сарваджна — Всеведущий;
453. Джнанамуттамам — Тот, кто обладает величайшим знанием;
454. Суврата — исполняющий прекрасные клятвы (защищать тех, кто сдаётся, и т. п.);
455. Сумукха — Красивый ликом;
456. Сукшма — Тонкий, труднопостижимый;
457. Сугхоша — Тот, у кого приятный голос, или Тот, кто издаёт приятные звуки (играя на флейте);
458. Сукхада — Дарующий счастье;
459. Сухрит — Добросердечный;
460. Манохара — Похищающий сердце;
461. Джитакродха — Побеждающий гнев;
462. Вирабаху — Тот, у кого сильные руки;
463. Видарана — Рассекающий (демонов);
464. Свапана — Погружающий в глубокий сон;
465. Сваваша — Находящийся под контролем только самого себя, независимый;
466. Вьяпи — Тот, кто пронизывает вселенную;
467. Наикатма — Тот, у кого бесконечное количество форм;
468. Наика-карма-крит — Тот, у кого бесконечное количество игр;
469. Ватсара — Тот, кто живёт во всех существах;
470. Ватсала — Тот, кто привязан к своим преданным;
471. Ватси — Тот, у кого множество телят, или Тот, у кого множество детей, которых Он защищает, как телят;
472. Ратнагарбха — Тот, у кого внутри множество сокровищ (олицетворение океана);
473. Дханешвара — Господь всех богатств;
474. Дхармагуп — Защитник дхармы;
475. Дхармакрит — Создатель дхармы;
476. Дхарми — Основа дхармы;
477. Сат — Вечно сущий;
478. Асат — Не существующий (в форме майи, иллюзии), или Не существующий для тех, кто Ему не поклоняется;
479. Кшара — Тот, кто подвержен разрушению (в форме вселенной);
480. Акшара — Неразрушимый;
481. Авиджнята — Тот, кто наделяет невежеством обусловленные существа;
482. Сахасрамшу — Тот, у кого тысяча лучей (олицетворение Солнца);
483. Видхата — Тот, кто раздаёт, распределяет блага;
484. Криталакшана — Создатель отличительных знаков или признаков;
485. Гарбхастинеми — Тот, кто держит сияющий диск, сударшана-чакру, или Тот, кто является центром неисчислимых лучей света (олицетворение Солнца);
486. Саттвастха — Тот, кто обитает в сердцах преданных, или Тот, кто пребывает во всех живых существах;
487. Симха — Сильный, мощный (лев);
488. Бхутамахешвара — Высший Господь всех живых существ;
489. Адидева — Древнейший или первейший из богов (девов);
490. Махадева — Великий Бог;
491. Девеша — Правитель богов;
492. Девабхритгуру — Учитель того, кто поддерживает богов (индры);
493. Уттара — Высший, или Спаситель;
494. Гопати — Защитник коров, или Защитник Вед;
495. Гопта — Защитник, спаситель;
496. Джняна-гамья — Тот, кого постигают знанием;
497. Пуратана — Древний;
498. Шарирабхутабхрит — Поддерживающий элементы, из которых состоит тело;
499. Бхокта — Наслаждающийся;
500. Капиндра — Царь обезьян (в форме Рамы);
501. Бхури-дакшина — Раздающий обильные жертвенные дары (в виде освобождения).
502. Сомапа — Пьющий сому на каждом жертвоприношении;
503. Амритапа — Пьющий амриту;
504. Сома — Олицетворение напитка сома или Луны;
505. Пуруджит — Побеждающий множество врагов;
506. Пурусаттама — Лучше всех;
507. Виная — Карающий, или Лучший из правителей;
508. Джая — Победитель, или Покорённый своими преданными;
509. Сатьясамдха — Тот, чьи обещания всегда правдивы;
510. Дашарха — Достойный даров, или Лучший из племени дашархов (ядавов);
511. Саттватампати — Защитник племени саттватов (ядавов);
512. Джива — Тот, кто поддерживает живые существа (дживы);
513. Винайита-сакши — Видящий (усилия) проповедующих (бхакти);
514. Мукунда — Освобождающий, дарующий мокшу;
515. Амитавикрама — Тот, чьи шаги неизмеримы, бесконечны;
516. Амбхонидхи — Тот, в ком покоятся воды (олицетворение океана);
517. Анантатма — Бесконечная душа;
518. Маходадхишая — Возлежащий на водах Великого океана;
519. Антака — Кладущий конец вселенной;
520. Аджа — Нерождённый;
521. Махарха — Чрезвычайно ценный;
522. Свабхавья — Самосущий;
523. Джитамитра — Побеждающий недругов, или Тот, кто помогает преданным победить врагов бхакти (гнев, вожделение, и т. д.);
524. Прамодана — Вызывающий радость, восторг у своих преданных;
525. Ананда — Воплощение блаженства;
526. Нандана — Наделяющий блаженством;
527. Нанда — Обладающий тем, что вызывает блаженство;
528. Сатьядхарма — Тот, кто истинно соблюдает дхарму;
529. Тривикрама — Тот, кто тремя шагами покрыл вселенную, или Тот, кто пронизывает три Веды;
530. Махарши Капилачарья — Великий провидец и учитель Капила (коричнево-красный);
531. Критаджня — Тот, кто знает все, что совершается, или Тот, кто знает своё творение (вселенную);
532. Мединипати — Защитник Земли;
533. Трипада — Тот, чья форма — пранава-мантра, состоящая из трёх букв, или Тот, кто покорил вселенную тремя шагами, или Господь прошлого, настоящего и будущего;
534. Тридашадхьякша — Спаситель тридцати трёх (богов);
535. Махашринга — С большими клыками (в форме Варахи), или С большим рогом (в форме Матьси);
536. Критантакрит — Создатель Кританты («Конца дел», имя Смерти);
537. Махавараха — Великий Вепрь;
538. Говинда — известный в Ведах;
539. Сушена — Тот, у кого прекрасные дротики, или Тот, у кого прекрасное войско (в виде богов или преданных);
540. Канакангади — Украшенный золотыми браслетами;
541. Гухья — Скрытый;
542. Габхира — Глубокий или тайный;
543. Гахана — Непроницаемый, неизъяснимый;
544. Гупта — Спрятанный, секретный;
545. Чакрагададхара — Тот, кто держит диск (чакру) и булаву (гаду).
546. Ведха — Создатель;
547. Сванга — Пропорциональный, с красивыми членами тела;
548. Аджита — Непобедимый;
549. Кришна — Тот, кто всегда погружен в блаженство, или Кришна Двайпаяна Вьяса, разделивший Веды;
550. Дридха — Твёрдый, прочный;
551. Самкаршана-ачьюта — Вечный соединяющий или вспахивающий землю;
552. Варуна — Тот, кто охватывает;
553. Варуна — Сын Варуны (Васиштха или Агастья — оба аватары Вишну);
554. Врикша — Тот, кто даёт прибежище своим преданным, подобно дереву, дающему тень путнику, или Твёрдый, как дерево;
555. Пушкаракша — Лотосоокий;
556. Махамана — Широких взглядов, остроумный, очень умный;
557. Бхагаван — Достойный поклонения, или Наделённый шестью совершенствами;
558. Бхагаха — Убийца демона Бхаги, или Тот, кто разрушает шесть совершенств во время пралайи;
559. Ананди — Воплощение блаженства;
560. Ванамали — Украшенный гирляндой из лесных цветов;
561. Халаюдха — Держащий плуг в своей руке;
562. Адитья — Сын Адити (в форме Ваманы), или Сын Деваки (которая была Адити в предыдущем воплощении);
563. Джьотирадитья — Сияющий, как Солнце (Адитья);
564. Сахишну — Терпеливый, снисходительный;
565. Гатисаттама — Лучшее прибежище;
566. Судханва — Вооружённый прекрасным луком;
567. Кхандапарашу — Со сломанным топором (Парашурама);
568. Даруна — Суровый, беспощадный (к тем, кто свернул с пути праведности);
569. Дравинапрада — Наделяющий богатством;
570. Дивахсприк — Касающийся небес;
571. Сарвадрик Вьяса — Всевидящий Вьяса;
572. Вачаспатир-айониджа — Властелин речи, не рождённый женщиной;
573. Трисама — Воспеваемый в трёх лучших саманах;
574. Самага — Поющий саманы (гимны Сама-Веды);
575. Сама — Воплощение Сама-веды;
576. Нирвана — Тот, кто разрушает мирские привязанности;
577. Бхешаджа — Лекарство;
578. Бхишак — Лекарь;
579. Санньясакрит — Тот, кто учит пути санньясы для достижения мокши, или Тот, кто показывает путь шаранагати своему преданному;
580. Шама — Воплощение смирения, или Тот, кто учит укрощать гнев своих преданных;
581. Шанта — Тот, чей ум всегда спокоен;
582. Ништха — Объект сосредоточения для преданных, или Стабильное прибежище для всего во время пралайи;
583. Шанти — Мир;
584. Параяна — Наилучшая цель;
585. Шубханга — Прекрасно сложенный;
586. Шантида — Дарующий мир душе;
587. Срашта — Создатель;
588. Кумуда — играющий с наслаждением в объятиях Земли (изображая человека в различных нара-лилах);
589. Кувалешая — Возлежащий на водяной лилии;
590. Гохита — Заботящийся о коровах, или Заботящийся о своих преданных;
591. Гопати — Царь пастухов, или Господь;
592. Гопта — Защитник коров, или Защитник своих преданных;
593. Вришабхакша — Волоокий;
594. Вришаприя — Любимый добродетельными;
595. Аниварти — Никогда не отступающий;
596. Нивриттатма — Душа, не привязанная к мирским объектам;
597. Самкшепта — Тот, кто сворачивает все вещи в тонкое состояние во время пралайи;
598. Кшемакрит — Дарующий покой или освобождение своим преданным;
599. Шива — Благостный, счастливый;
600. Шриватсавакша — Носящий дарующий благо знак шриватсы (завиток волос) на своей груди;
601. Шриваса — Прибежище Шри;
602. Шрипати — Супруг Шри;
603. Шриматамвара — Лучший из обладающих богатством, или Лучший из знатоков Вед.
604. Шрида — Дающий богатство и славу;
605. Шриша — Господь богатства и славы, или Господь Шри;
606. Шриниваса — Прибежище Шри, или Тот, кто всегда обитает в чистосердечных;
607. Шринидхи — Океан богатства и славы;
608. Шривибхавана — Наделяющий всех богатством и славой по их карме;
609. Шридхара — Тот, кто держит Шри у себя на груди;
610. Шрикара — Тот, кто создаёт богатство и славу;
611. Шрея — Самый лучший;
612. Шриман — Обладающий всеми видами богатств;
613. Локатраяашрая — Прибежище всех трёх миров;
614. Свакша — Прекрасноокий;
615. Сванга — Тот, у кого красивые члены, хорошо сложенный;
616. Шатананда — Тот, у кого бесконечное количество источников блаженства;
617. Нанди — Воплощение высшего блаженства;
618. Джьотирганешвара — господь всех светил;
619. Виджитатма — Победивший свой ум, или Тот, чей ум побеждён Его преданными;
620. Авидхеятма — Тот, кто ни перед кем не склоняется;
621. Саткирти — истинно знаменитый;
622. Чхиннасамшая — Тот, кто рассеивает все сомнения;
623. Удирна — Возвышенный, или Высочайший;
624. Сарваташчакшу — Видимый всеми (в форме вселенной), или Тот, кто видит во все стороны;
625. Аниша — Тот, у кого нет господина;
626. Шашватастхира — Вечно сущий, всегда стойкий;
627. Бхушая — Покоящийся на земле (в форме мурти);
628. Бхушана — Украшенный;
629. Бхути — Богатство своих преданных;
630. Вишока — Никогда не скорбящий;
631. Шока-нашана — Уносящий все скорби своих преданных;
632. Арчишман — Ярко сияющий;
633. Арчита — Тот, кому поклоняются;
634. Кумбха — Тот, в ком заключена вселенная (сосуд);
635. Вишуддхатма — С чистой душой;
636. Вишодхана — Очиститель;
637. Анируддха — Свободный, не встречающий препятствий;
638. Апратиратха — Тот, у кого нет равных соперников в битве;
639. Прадьюмна — Наисильнейший;
640. Амитавикрама — Тот, чьи шаги неизмеримы, бесконечны;
641. Каланеминиха — Убийца демона Каланеми, или Разрушитель колеса времени;
642. Вира — Герой;
643. Шаури — Потомок племени Шура (ядавы);
644. Шураджанешвара — Царь племени Шура, или Господь отважных;
645. Трилокатма — Душа трёх миров;
646. Трилокеша — Господь трёх миров;
647. Кешава — Тот, чьи волосы ярко сияют;
648. Кешиха — Убийца демона Кеши;
649. Хариагха — Единый, кто разрушает самсару вместе с невежеством, являющимся её причиной[37]; С жёлтым или зелёным оттенком кожи, или Уносящий все грехи (преданных)
650. Камадева — исполняющий все желания, или Тот, кого желают преданные;
651. Камапала — Защитник желаний, или Защитник тех, кто Его желает;
652. Ками — Олицетворение желания;
653. Канта — Очаровательный;
654. Критагама — Создатель Агам, Священных Писаний, или источник Крита-юги;
655. Анирдешья-вапу — Тот, чью форму невозможно описать;
656. Вишну — Всепроникающий, всеохватывающий;
657. Вира — Быстро двигающийся;
658. Ананта — Бесконечный;
659. Дхананьджая — Завоеватель богатств, или Тот, кто воплотился, как Арджуна;
660. Брахманья — Приверженный Священным Писаниям, или Дружелюбный к брахманам;
661. Брахмакрит — Создатель молитв или Вед;
662. Брахма — Господь Брахма;
663. Брахма — Брахман;
664. Брахма-вивардхана — Увеличивающий священное знание;
665. Брахмавид — Знающий Священные Писания;
666. Брахмана — Тот, кто воплощён в брахманах;
667. Брахми — Тот, кто породил Господа Брахму;
668. Брахмаджна — Знающий внутренний смысл Вед;
669. Брахманаприя — Тот, кто дорожит брахманами, или Тот, кто дорог брахманам;
670. Махакрама — Широко шагающий;
671. Махакарма — Великий деятель;
672. Махатеджа — Ярко сияющий;
673. Махорага — Великий змей (Ананта, Васуки, и т. д.)
674. Махакрату — Великое жертвоприношение;
675. Махаяджва — Тот, кто проводит великие жертвоприношения;
676. Махаяджня — Тот, кому поклоняются, проводя великие жертвоприношения;
677. Махахави — Воплощение великого приношения, дара;
678. Ставья — Тот, кого прославляют в гимнах (ставах);
679. Ставаприя — Тот, кто любит гимны, в которых Его славят;
680. Стотра — Воплощение восхваления;
681. Стути — Воплощение воспевания;
682. Стота — Восхваляющий тех, кто поёт или слагает Ему гимны;
683. Ранаприя — Любящий битвы;
684. Пурна — Полный, целый, наполненный;
685. Пурайита — Тот, кто наполняет, или удовлетворяет (своих преданных);
686. Пунья — Очищающий;
687. Пуньякирти — Тот, прославление кого очищает;
688. Анамая — Устраняющий болезни;
689. Маноджава — Быстрый, как мысль;
690. Тиртхакара — источник всех святых вод или мест паломничества;
691. Васурета — источник света, сияния;
692. Васупрада — Дающий богатство;
693. Васупрада — Дающий славу и знатность;
694. Васудева — Сын Васудевы;
695. Васу — Тот, в ком обитают все существа, или Тот, кто живёт в сердцах всех существ;
696. Васумана — Тот, у кого благостный ум;
697. Хави — Жертвенный дар;
698. Садгати — Путь для добродетельных;
699. Саткрити — Делающий добро;
700. Сатта — Воплощение бытия;
701. Садбхути — Единственный реально существующий;
702. Сатпараяна — Высшая цель для благодетельных;
703. Шурасена — Тот, у кого храброе войско, или Потомок шурасенов (ядавов);
704. Ядушрештха — Самый выдающийся из ядавов;
705. Санниваса — Прибежище добродетельных;
706. Суямуна — Блаженно играющий на берегах Ямуны.
707. Бхутаваса — Прибежище всех живых существ;
708. Васудева — Благостный Бог;
709. Сарвасунилая — Всеобщее прибежище и поддержка;
710. Анала — Всепожирающий (олицетворение огня);
711. Дарпаха — Разрушитель гордыни;
712. Дарпада — Наделяющий гордостью (своих преданных);
713. Дрипта — Олицетворение гордости;
714. Дурдхара — Тот, кого трудно контролировать;
715. Апараджита — Непобедимый;
716. Вишвамурти — Тот, чья форма — вселенная;
717. Махамурти — Тот, чья форма безмерна;
718. Диптамурти — Тот, чья форма сияет;
719. Амуртиман — Тот, у кого нет одной определённой формы;
720. Анекамурти — Тот, кто являет различные формы;
721. Авьякта — Непроявленный;
722. Шатамурти — Тот, у кого сотни форм;
723. Шата-анана — Тот, у кого множество лиц;
724. Эка — Единственный, уникальный;
725. Наика — Тот, кого много (посредством майи);
726. Сава — Сок сомы, или Жертвоприношение, где выжимают такой сок;
727. Ка — Сияющий;
728. Ким — Тот, о ком задают вопросы искатели истины;
729. Ят — Тот, из кого все произошло;
730. Тат — Тот, кто разворачивает вселенную в видимую форму, или тот, кого Веды называют «Тот, То»;
731. Падам-уттама — Высшая цель;
732. Локабандху — Тот, кто обуславливает джив (своей энергией маха-майи);
733. Локанатха — Защитник миров;
734. Мадхава — Потомок племени Мадху (ядавов);
735. Бхактаватсала — Привязанный к преданным;
736. Суварнаварна — С золотистым цветом кожи;
737. Хеманга — С золотистыми членами тела;
738. Варанга — Тот, у кого красивые члены тела;
739. Чанданангади — Украшенный сандаловой пастой и браслетами;
740. Вираха — Сражающий героев в битве;
741. Вишама — Тот, кому нет равного;
742. Шунья — Лишённый недостатков;
743. Гхриташи — Тот, кто орошает мир богатствами, или Воришка масла;
744. Ачала — Непоколебимый;
745. Чала — Подвижный (в форме ветра);
746. Амани — Непостижимый умом;
747. Манада — Дарующий духовное знание;
748. Манья — Тот, кого все уважают;
749. Локасвами — Господь миров;
750. Трилока-дхрит — Поддерживающий три мира;
751. Сумедха — Разумный, мудрый;
752. Медхаджа — Рождённый в жертвоприношении;
753. Дханья — Благостный;
754. Сатьямедха — Честный, правдивый;
755. Дхарадхара — Держащий гору (Говардхан);
756. Теджовриша — Проливающий сияние;
757. Дьютидхара — Наделённый величием;
758. Сарва-шастра-бхритам-вара — Лучший из воинов, владеющих всеми видами оружия;
759. Праграха — Милостиво принимающий (поклонение преданных);
760. Ниграха — Смиряющий своих врагов;
761. Вьягра — Бесконечный;
762. Наикашринга — Многорогий (олицетворение солнца со множеством лучей);
763. Гадаграджа — Старший брат Гады (Кришна);
764. Чатурмурти — Тот, у которого четыре формы;
765. Чатурбаху — Четырёхрукий;
766. Чатурвьюха — Тот, из кого явились четыре Пуруши;
767. Чатургати — Цель четырёх Варн и четырёх ашрамов;
768. Чатуратма — Тот, у кого четыре души (или четыре «я»);
769. Чатурбхава — источник четырёх (варн, ашрамов, пурушартх, и т. д.)
770. Чатурведа-вид — Знаток четырёх Вед;
771. Экапат — Тот, у кого живым существам видна только одна четверть;
772. Самварта — Тот, кто являет творение снова и снова, циклично;
773. Анивриттатма — Не отвращающийся ни от чего (так как Он вездесущ);
774. Дурджая — Непобедимый;
775. Дуратикрама — Непреодолимый;
776. Дурлабха — Труднодостижимый;
777. Дургама — Тот, до кого трудно добраться;
778. Дурга — Тот, к кому трудно попасть;
779. Дураваса — Тот, чьё местожительство труднодостижимо;
780. Дурариха — Тот, кто сражает злонамеренных врагов, или Тот, кто рассеивает злые мысли своих преданных;
781. Шубханга — С приятными членами тела;
782. Локасаранга — Объект преданности миров;
783. Сутанту — Тот, у кого достойное потомство;
784. Тантувардхана — Тот, у кого множество потомков;
785. индракарма — Тот, кто действует с пользой для индры;
786. Махакарма — Тот, кто делает великие дела;
787. Критакарма — Тот, кто раз за разом создаёт творение, и т. д.;
788. Крита-агама — Создатель Священных Писаний;
789. Удбхава — Рождающийся по собственному желанию;
790. Сундара — Красивый;
791. Сунда — Сочувствующий;
792. Ратнанабха — С украшенным драгоценными камнями пупком;
793. Сулочана — Тот, чьи глаза околдовывают;
794. Арка — Тот, кого прославляют;
795. Ваджасана — Тот, кто кормит все творение;
796. Шринги — Тот, у кого есть рог (в форме Матьси);
797. Джаянта — Завоеватель;
798. Сарвавиджджаи — Завоеватель сердец всезнающих мудрецов;
799. Суварнабинду — Тот, чьи члены тела подобны золоту;
800. Акшобхья — Невозмутимый;
801. Сарвавагишварешвара — Господь всех «господ речи»;
802. Махахрада — Величайшее озеро;
803. Махагарта — Обладатель великой колесницы;
804. Махабхута — Величайшее существо;
805. Маханидхи — Великое сокровище.
806. Кумуда — Радующий землю, или Носящий гирлянду из синих лилий;
807. Кундара — Тот, кто принимает подношения в виде цветов кунда;
808. Кунда — Тот, кто красив, как цветок кунды;
809. Парджанья — Проливающий, подобно дождевой туче, свою милость на преданных;
810. Павана — Очищающий;
811. Анила — Тот, у кого нет хозяина;
812. Амритамша — Пьющий амриту;
813. Амритавапу — Воплощение бессмертия;
814. Сарваджня — Всеведающий;
815. Сарватомукха — Тот, у кого лица обращены во все стороны;
816. Сулабха — Легко достижимый;
817. Суврата — Тот, кто всегда исполняет свои обеты;
818. Сиддха — Достигший своей цели, совершенный;
819. Шатруджит — Побеждающий врагов;
820. Шатру-тапана — Карающий врагов;
821. Ньягродха — «Растущий вниз» (священное дерево баньян (Fícus benghalénsis L. — Фикус бенгальский), как олицетворение духовного мира, символ Вишну);
822. Удумбара — Священное дерево удумбара (Fícus racemosa L. (1753) — Фикус кистевидный);
823. Ашваттха — Священное дерево ашваттха (Fícus religiosa L. (1753) — Фикус священный), символ сансары;
824. Чанурандхра-нишудана — Убийца борца Чануры и разрушитель страны андхров;
825. Шахасрарчи — Тот, у кого тысячи лучей;
826. Саптаджихва — Тот, у кого семь языков (в форме огня);
827. Саптаидха — Сжигающий семь видов топлива (в форме огня);
828. Саптавахана — Тот, в чьей колеснице — семь коней (в форме Солнца);
829. Амурти — Тот, у кого нет (материальной) формы;
830. Анагха — Безгрешный;
831. Ачинтья — Непостижимый;
832. Бхаякрит — Вызывающий страх (у врахов);
833. Бхаянашана — Уничтожающий все страхи (у своих преданных);
834. Ану — Мельчайший (в форме атома);
835. Брихат — Величайший;
836. Криша — Тончайший;
837. Стхула — Огромный, широчайший;
838. Гунабхрит — Поддерживающий три гунны материальной природы, или Наделённый всеми трансцендентными качествами;
839. Ниргуна — Лишённый материальных качеств;
840. Махан — Великий;
841. Адхрита — Тот, у кого нет поддержки кроме него самого, или Неудержимый;
842. Свадхрита — Поддерживающий сам себя;
843. Свасья — Знаменитый;
844. Прагвамша — Тот, от кого появилось самое первое в мире потомство;
845. Вамшавардхана — Увеличивающий своё потомство;
846. Бхарабхрит — Держащий тяжесть (планет на своих клобуках в виде Ананты);
847. Катхита — Тот, о ком рассказывают (Священные Писания и преданные);
848. Йоги — Связывающий всё, или Лучший из йогов;
849. Йогиша — Господь практикующих йогу;
850. Сарвакамада — исполняющий все желания;
851. Ашрама — Место отдохновения для преданных;
852. Шрамана — Тот, кто делает усилия ненапрасными (предоставляя возможность павшим йогам в следующей жизни продолжить с того места, где они остановились);
853. Кшама — Терпеливый, выносливый;
854. Супарна — Прекраснокрылый (в форме Хамсы, Гаруды, и т. д.)
855. Ваювахана — Тот, чьё средство передвижения — ветер;
856. Дханурдхара — Держащий лук;
857. Дханурведа — В совершенстве знающий искусство сражения с луком;
858. Данда — Наказание;
859. Дамайита — Покоритель врагов;
860. Дама — Смиритель врагов;
861. Апараджита — Непобедимый;
862. Сарвасаха — Превосходящий, побеждающий всех;
863. Ниянта — Направляющий;
864. Анияма — Тот, у кого нет вышестоящего;
865. Аяма — Неподвластный Яме (смерти);
866. Саттваван — контролирующий саттва-гуну;
867. Саттвика — исполненный благости;
868. Сатья — истинный, или Абсолютная истина;
869. Сатья-дхарма-параяна — Конечная цель истинной религии;
870. Абхипрая — Цель преданных;
871. Приярха — Заслуживающий любви;
872. Арха — Достойный поклонения;
873. Приякрит — Тот, кто совершает желанные действия;
874. Притивардхана — Увеличивающий блаженство своих преданных;
875. Вихаясагати — Движущийся в небе (Солнце), или Путь к своему высшему прибежищу;
876. Джьоти — Самосветящийся;
877. Суручи — Прекрасно сияющий, или Великое блаженство;
878. Хута-бхудж — Поедающий жертвенные дары (Агни);
879. Вибху — Пребывающий везде;
880. Рави — Солнце во время летнего солнцестояния;
881. Вирочана — Сияющий;
882. Сурья — Являющий всё, или Просвещающий;
883. Савитар — Наделяющий жизнью, оживляющий;
884. Рави-лочана — Тот, у кого глаз — Солнце;
885. Ананта — Бесконечный;
886. Хута-бхудж — Поедающий жертвенные дары;
887. Бхокта — Наслаждающийся;
888. Сукхада — Дарующий счастье;
889. Наикаджа — Рождавшийся много раз;
890. Аграджа — Рождённый в благородной или знатной семье;
891. Анирвинна — Никогда не падающий духом;
892. Садамарши — Терпеливый к ошибкам хороших людей;
893. Локадхиштанам — Опора миров;
894. Адбхута — изумительный;
895. Санат — Воплощение времени или вечности;
896. Санатанатама — Самый древний;
897. Капила — С коричнево-жёлтым цветом тела;
898. Капи — Принимающий форму обезьяны (Ханумана);
899. Авьяя — Вечный;
900. Свастида — Дарующий благо;
901. Свастикрит — Творящий благо;
902. Свасти — Воплощение блага;
903. Свастибхук — Защитник блага;
904. Свастидакшина — Дающий благо, как дакшину, своим преданным
905. Араудра — Не гневающийся;
906. Кундали — Украшенный серьгами;
907. Чакри — Вооружённый чакрой (диском);
908. Викрами — Отважный;
909. Урджиташасана — Твёрдо наставляющий, или Твёрдо правящий;
910. Шабдатига — Тот, кого невозможно описать словами;
911. Шабдасаха — Несущий слова Священных Писаний (людям);
912. Шишира — Освежающий, или Охлаждающий (гнев в своих преданных);
913. Шарварикара — Создатель ночи;
914. Акрура — Нежный;
915. Пешала — Мягкий, деликатный;
916. Дакша — Тот, в ком растёт вселенная;
917. Дакшина — Приятный, привлекательный;
918. Кшаминамвара — Лучший из прощающих;
919. Видваттама — Лучший из знающих;
920. Витабхая — Устраняющий страхи, или Лишённый страха;
921. Пунья-шравана-киртана — Тот, слушание и воспевание чьих имен очищает;
922. Уттарана — Переправляющий на другой берег океана материального существования;
923. Душкритиха — Сражающий творящих зло;
924. Пунья — Очиститель;
925. Дух-свапна-насана — Устраняющий кошмары, плохие сны;
926. Вираха — Сражающий героев в битве;
927. Ракшана — Защитник;
928. Санта — Щедро наделяющий, одаряющий;
929. Дживана — Дающий жизнь;
930. Параявастхита — Остающийся за пределами (материальной вселенной);
931. Анантарупа — Тот, у кого бесчисленное количество форм;
932. Ананташри — Бесконечно богатый или ставный;
933. Джитаманью — Победивший свой гнев;
934. Бхаяпаха — Разрушающий страхи;
935. Чатурашра — искусный во всем (буквально: четырёхугольник, квадрат);
936. Гамбхиратма — С глубокой натурой;
937. Видиша — Распространяющийся во всех направлениях;
938. Вьядиша — Назначающий различные роли в мироздании (согласно карме);
939. Диша — Назначающий каждому действию соответствующий плод;
940. Анади — Не имеющий начала;
941. Бхурбхува — Поддерживающий ту, кто поддерживает всех (Землю);
942. Лакшми — Удача;
943. Сувира — Прекрасный герой;
944. Ручирангада — Украшенный прекрасными ручными браслетами;
945. Джанана — Создатель;
946. Джана-джанмади — Причина появления всех существ;
947. Бхима — Страшный (для демонов);
948. Бхимапаракрама — Наделённый страшной мощью;
949. Адхаранилая — Прибежище тех, кто поддерживает землю своими благими делами;
950. Адхата — Не имеющий поддержки, кроме себя самого;
951. Пушпахаса — Подобный цветущему цветку;
952. Праджагара — Вечно бодрствующий;
953. Урдхвага — Ведущий к высшей цели;
954. Сатпатхачара — Ведущий правильным путём;
955. Пранада — Дающий жизнь, или Воскрешающий мертвых;
956. Пранава — Слог «ОМ»;
957. Прана — Древний;
958. Прамана — Законный авторитет;
959. Прананилая — Прибежище жизненных сил;
960. Пранабхрит — Поддерживающий жизненные силы;
961. Пранадживана — Питающий жизненные силы;
962. Таттва — Суть, квинтэссенция;
963. Таттвавид — Знающий суть;
964. Экатма — Единственная душа всего;
965. Джанма-мритью-джаратига — Тот, кто за пределами рождения, старости и смерти;
966. Бхур-бхувах-свас-тару — Дерево для жителей трёх миров;
967. Тара — Спаситель;
968. Савитар — Наделяющий жизнью, оживляющий;
969. Прапитамаха — Пра-прародитель;
970. Яджня — Жертовприношение;
971. Яджняпати — Господь жертвоприношений;
972. Яджва — Проводящий жертвоприношение;
973. Яджнянга — Составляющие жертвоприношения;
974. Яджнявахана — Тот, у кого жертвоприношение — средство передвижения;
975. Яджнябхрит — Защищающий жертвоприношения;
976. Яджнякрит — Создавший жертвоприношения;
977. Яджни — Лучший из совершающих жертвоприношения;
978. Яджнябхук — Наслаждающийся жертвоприношениями;
979. Яджнясадхана — Вызывающий жертвоприношения;
980. Яджнянтакрит — Завершающий жертвоприношения;
981. Яджнягухья — Тайна жертвоприношений;
982. Анна — Пища, поддерживающая живых существ;
983. Аннада — Поедающий пищу;
984. Атмайони — Тот, кто сам является причиной своего рождения, или источник душ;
985. Сваямджата — Родивший самого себя;
986. Ваикхана — Проникший внутрь земли;
987. Самагаяна — Певец гимнов Сама Веды;
988. Деваки-нандана — Радость Деваки;
989. Срашта — Творец;
990. Кшитиша — Господь Земли;
991. Папанашана — Уничтожающий грехи своих преданных;
992. Шанкхабхрит — Держащий раковину;
993. Нандаки — Держащий меч «Нандаки» («Радующий») (Кришна);
994. Чакри — Держащий чакру (диск);
995. Шарнга-дхавнва — Держащий лук «Шарнга» (Кришна);
996. Гададхара — Держащий булаву;
997. Ратхангапани — Вооружённый колесом колесницы;
998. Акшобхья — Невозмутимый;
999. Сарва-прахарана-юдха — Вооружённый всеми видами оружия.